# 36-я кавалерийская дивизия
36-я кавалерийская дивизия — войсковое соединение Вооружённых Сил СССР во Второй мировой войне.

## История формирования дивизии
История 36-й кавалерийской дивизии берет свое начало в июне 1920 года от кавбригады Особого назначения при РВС 1-й Конной армии, которая образовалась из 1-го полка Особого назначения, сибирского кавполка (2-й Особый кавполк) и Отдельной конной батареи в Бердичеве.
18 февраля 1924 года Приказом РВС СССР № 240 Отдельная кавалерийская бригада Московского военного округа переименована в 1-ю Особую кавалерийскую бригаду.
В октябре 1935 года 1-я Особая кавалерийская бригада развёрнута в Отдельную особую кавалерийскую дивизию.
В июне 1938 года на базе Отдельной особой кавалерийской дивизии сформирована 36-я кавалерийская дивизия.

### Полное наименование дивизии
36-я кавалерийская ордена Ленина Краснознамённая ордена Красной Звезды дивизия имени товарища Сталина

## Награды дивизии
- 29 апреля 1927 года — приказом РВС СССР № 219 1-я Отдельная Особая кавалерийская бригада переименована в «1-я Отдельная Особая кавалерийская бригада имени И. В. Сталина».[4]
- 13 мая 1930 года —  Орден Красного Знамени
- 27 февраля 1935 года —  Орден Ленина
- 17 марта 1939 года —  Орден Красной Звезды — награждена указом Президиума Верховного Совета СССР от 17 ноября 1939 года в ознаменование 20-й годовщины организации 1 Конной армии за боевые заслуги при защите Советского Союза и за успехи в боевой и политической подготовке.

## Боевой путь дивизии
К 30 мая 1941 года дислоцировалась в районе Волковыска и входила в состав 6-го казачьего кавалерийского корпуса 10-й армии Западного ОВО.
В 4 часа 22 июня 1941 года 36-я кавалерийская дивизия была поднята по тревоге и вскоре выступила с задачей соединиться с 6-й Чонгарской дивизией и совместно отразить наступление противника на ломжевском направлении.

## Командный состав дивизии

### Командиры
- Точенов, Николай Иванович (11.1936 — 06.1937), комдив;
- Усенко, Матвей Алексеевич (врид с 07.1937 г.);
- Костенко, Фёдор Яковлевич (16.06.1937 — 04.1939), полковник, комбриг;
- Зыбин, Ефим Сергеевич (28.04.1939 — пленён летом 1941 г.), комбриг, генерал-майор.

### Военный комиссар, заместитель по политической части
- Шлыков, Фёдор Иванович (05.1938 — 11.1938), бригадный комиссар;
- Бобров, Александр Фёдорович (10.05.1939 — 10.09.1939), батальонный комиссар;
- Дурнов, Григорий Николаевич (10.09.1939 — 19.09.1941), бригадный комиссар.

### Заместители командира дивизии
- Усенко, Матвей Алексеевич (07.1935 — 07.1937);
- Родимцев, Александр Ильич (на август 1940 г.), полковник.

### Начальник штаба
- Жидов, Алексей Семёнович (до 1936 г.);
- Бармин (на март 1936 года), полковник;
- Гречко, Андрей Антонович (10.1938 — ?), майор, подполковник;
- Тутаринов, Иван Васильевич (до марта 1941 года), полковник;
- Доватор, Лев Михайлович (с 20.03.41 г., 22.06.41 г. находился на лечении в Москве), полковник.

### Заместитель начальника штаба
- Яхонтов П. В. (? — ?), майор.

### Начальник политотдела
- Дурнов (Дурново), Григорий Николаевич (до 10.09.1939 г.), батальонный комиссар;
- Симановский, Николай Моисеевич (10.09.1939 — 11.08.1941), батальонный комиссар.

## Боевой и численный состав дивизии

### Численный состав дивизии[3]
К 1 ноября 1940 года в дивизии числилось:
- 6747 человек личного состава, в том числе -
  - 556 начальствующего состава;
  - 1195 младшего начальствующего состава;
  - 4996 рядового состава;
- 5868 лошадей, в том числе -
  - 4309 строевых лошадей;
  - 1054 артиллерийских лошадей;
  - 505 обозных лошадей;
- 195 автомашин, в том числе -
  - 15 легковых автомашин;
  - 109 грузовых автомашин;
  - 71 специальную автомашину;
- 11 мотоциклов;
- 19 тракторов;
- 128 автоматических винтовок;
- 6200 винтовок и карабинов;
- 2560 револьверов и пистолетов;
- 174 ручных пулемёта;
- 64 станковых пулемёта;
- 13 зенитных пулемётов;
- 86 45-мм пушек (включая танковые);
- 24 76-мм пушки;
- 8 76-мм зенитных пушек;
- 8 122-мм гаубиц;
- 52 танка БТ;
- 17 бронеавтомобилей;
- 117 радиостанций;
- 48 кухонь.